# Efecte Signor-Lipps

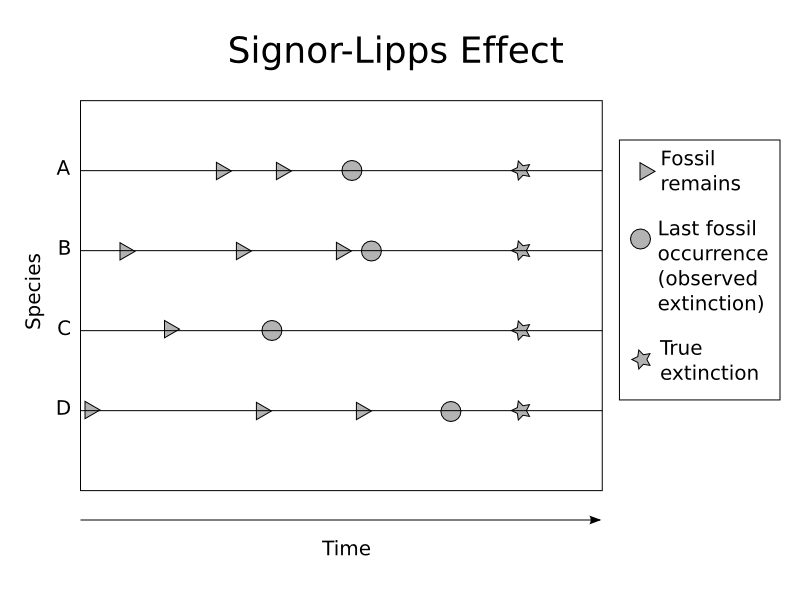
L'efecte Signor–Lipps pot fer que les extincions semblin més esteses del que realment són

L'efecte Signor–Lipps és un principi de la paleontologia proposat per Philip W. Signor i Jere H. Lipps, que estableix que donat que el registre fòssil dels organismes mai és complet, ni el primer ni el darrer organisme en un tàxon donat serà registrat com a fòssil.
Un exemple famós n'és el del peix celacant, que es creia extint des del Cretaci i es va trobar viu l'any 1938.